# Juan José Ortiz
Juan José Ortiz (Buenos Aires, ca. 1757 - Montevideo, abril de 1815) fue un sacerdote rioplatense que ejerció como cura de la Iglesia Matriz de Montevideo en la época de las Invasiones Inglesas y la Revolución de Mayo, participando en la política de la época.

## Buenos Aires
Nació en Buenos Aires de padre español y madre francesa. Se ordenó sacerdote en Córdoba hacia 1779. Dos años más tarde fue nombrado cura párroco de la Iglesia Matriz de Montevideo.
La Iglesia Matriz se desmoronó en 1781, ocasión en que se trasladó a la pequeña iglesia de los jesuitas, expulsados de toda la América Española catorce años antes; se apoderó de los ornamentos de esta iglesia, que hasta entonces habían sido administrados por el gobernador naval de la ciudad. En 1790 comenzó la construcción de una nueva Iglesia Matriz, la que actualmente se conoce con ese nombre, ubicada en la ciudad vieja, que pudo inaugurar en 1804.
Tuvo una excelente relación con el obispo Manuel Azamor y Ramírez, de Buenos Aires. En cambio tuvo continuos conflictos con su sucesor, el autoritario Benito Lué.
Al producirse la invasión inglesa de 1806, apoyó con los bienes de la Iglesia la expedición reconquistadora de Santiago de Liniers a Buenos Aires. Empobrecida, su parroquia aún debió contribuir con grandes sumas a la defensa de Montevideo contra el sitio a que la sometió al año siguiente el general Samuel Auchmuty durante la segunda invasión inglesa. Cuando los invasores ocuparon la ciudad, se opuso tenazmente a la ocupación, atacando en privado, en público y diariamente desde el púlpito de su iglesia la presencia de los británicos. Rechazó airado el juramento de fidelidad al rey inglés e incitó a los montevideanos a hacer lo mismo. Se enfrentó a los invasores que ocuparon una capilla para que sus soldados católicos –en general irlandeses– realizaran sus actos de culto en idioma inglés y con curas británicos; les negó toda autoridad para realizar todo acto católico fuera de la Iglesia Matriz. La orden impartida a los comandantes británicos, de tratar con especial deferencia a los religiosos católicos lo salvó de ser arrestado y deportado. Cuando, a fines de ese año de 1807, los invasores finalmente se retiraron, celebró un impresionante Tedeum para festejarlo.
En septiembre de 1808, el gobernador Francisco Javier de Elío organizó un cabildo abierto. Previendo que el gobernador realizaría algún acto de hostilidad para con el virrey Liniers, Ortiz se ausentó al campo. En el cabildo abierto, en efecto, se proclamó la instalación de la Junta de Montevideo, que no reconocía autoridad alguna al virrey; Ortiz se pronunció abiertamente por el virrey y predicó en contra de la Junta. El cabildo montevideano logró obtener de la Junta Suprema Central la orden de separarlo del cargo, pero ésta llegó después que el nuevo virrey, Baltasar Hidalgo de Cisneros, disolviera la Junta y desplazara a Elío de su cargo. Ortiz continuó como cura de la Iglesia Matriz, el cargo eclesiástico más importante de Montevideo.
Al estallar la Revolución de Mayo de 1810, Ortiz apoyó la postura de Liniers y de los oficiales del Apostadero Naval de Montevideo, que rechazaban la autoridad del gobierno revolucionario. Juró la autoridad del Consejo de Regencia de España e Indias.
En enero del año siguiente llegó el general Elío a Montevideo, nombrado Virrey del Río de la Plata. Ortiz se negó a acatar su autoridad y –ante la amenaza de expulsión– le presentó la renuncia y se trasladó a Buenos Aires. Desde allí decidió seguir ejerciendo como máxima autoridad eclesiástica de Montevideo y de la Banda Oriental. Unos pocos sacerdotes montevideanos mantuvieron relación con él, incluidos los frailes franciscanos. En cambio, ejercía cierta forma de autoridad sobre los curas que actuaron en las filas patriotas durante los dos sitios de Montevideo. En el ínterin –después del retorno de Elío a España– regresó a Montevideo y ejerció brevemente el curato de la Iglesia Matriz. El comienzo del segundo sitio lo obligó a huir nuevamente a Buenos Aires.
Cuando en marzo de 1812 falleció el obispo Lué –se ha sospechado repetidamente que murió envenenado por orden del gobierno– el gobernador Gaspar de Vigodet utilizó el hecho como excusa para considerar desplazado a Ortiz de su cargo y le nombró un reemplazante, Manuel Barreiro. Poco después, el mismo Vigodet expulsó a Barreiro, también por simpatías con el bando patriota.
Ortiz tuvo buenas relaciones con José Artigas, jefe militar de los orientales, y con el general José Rondeau, comandante del sitio de Montevideo. Tuvo, en cambio, serios altercados con el jefe político del ejército patriota en la Banda Oriental, Manuel de Sarratea.
Regresó a Montevideo el día que ingresó a la ciudad el ejército sitiador, comandado por Carlos María de Alvear. Falleció en la casa junto a la Iglesia Matriz pocos días más tarde; su sucesor en el curato fue el padre Dámaso Antonio Larrañaga, subrogado repetidamente por Barreiro.
El 12 de agosto de 1815 Artigas impartió instrucciones al cabildo de Montevideo, ordenando apoderarse de sus bienes:

[...] Al efecto y teniendo noticia de una librería [biblioteca] que el finado cura Ortiz dejó para la Biblioteca de Buenos Aires, V.S. hará las indagaciones y si aun se halla en esa ciudad, apliquesé de mi orden a la nueva [biblioteca] de Montevideo, igualmente toda librería [biblioteca] que se halle entre las propiedades extrañas se dedicarán a tan importante objeto.